# DT Providence
Die DT Providence ist ein Aframax-Tanker der Reederei Fratelli D’Amato aus Neapel, der im Februar 2011 als Savina Caylyn von Piraten gekapert wurde.

## Geschichte
Das Schiff wurde 2008 unter der Baunummer H1056 bei der Shanghai Waigaoqiao Shipbuilding Co. gebaut. Die Kiellegung erfolgte am 2. Januar, der Stapellauf am 2. April 2008. Die Ablieferung des Doppelhüllenschiffs erfolgte am 10. Juni 2008.

### Entführung
Am 8. Februar 2011 wurde die Savina Caylyn um 04:27 Uhr UTC auf dem Weg von Bashair im Sudan  zum malaysischen Hafen Pasir Gudang mit einer Ladung Rohöl und 22 Mann Besatzung, 5 Italiener und 17 Inder, etwa 880 Seemeilen von der somalischen und rund 500 Seemeilen von der indischen Küste entfernt, von etwa fünf somalischen Piraten in einem Schnellboot angegriffen und gekapert. Die Fregatte Zeffiro, ein an der Operation Atalanta beteiligtes ein Schiff der italienischen Marine, machte sich auf den Weg zum Öltanker und erreichte ihn am 11. Februar 2011 vor der somalischen Küste.
Die Piraten ließen den Tanker und seine 22 Mann Besatzung nach Zahlung eines Lösegelds an die sunnitische Terrorgruppe al-Shabaab am 21. Dezember 2011 frei. Die Polizei untersuchte den Tanker später auf Spuren und konnte anhand der Fingerabdrücke einen 24-jährigen somalischen Piraten aufgreifen, als er im August 2017 in Caltanissetta versuchte, sich als Asylbewerber Zugang zu Europäischen Union zu verschaffen.

## Technische Daten und Ausstattung
Das Schiff wird von einem Sechszylinder-Dieselmotor des Herstellers MAN B&W vom Typ 6S60MC-C angetrieben. Der Motor, der von Hudong Heavy Machinery in Lizenz gebaut wurde, verfügt über eine Leistung von 13.560 kW. Der Motor wirkt auf einen Festpropeller. Für die Stromversorgung stehen drei Nishishiba-Dieselgeneratoren mit jeweils 740 kW Leistung zur Verfügung.
Das Schiff verfügt über zwölf Ladungstanks mit einer Gesamtkapazität von 113.657 m³. Für die Be- und Entladung des Schiffes stehen drei Pumpen zur Verfügung.